# Lycodryas gaimardi
Lycodryas gaimardi är en ormart som beskrevs av Schlegel 1837. Lycodryas gaimardi ingår i släktet Lycodryas och familjen snokar. Inga underarter finns listade i Catalogue of Life.
Denna orm förekommer på nordöstra Madagaskar. Arten lever i kulliga områden mellan 200 och 800 meter över havet. Den vistas i fuktiga skogar och klättrar i träd. Honor lägger ägg.
Beståndet hotas lokalt av skogarnas omvandling till jordbruksmark. Hela populationen antas vara stor. IUCN kategoriserar arten globalt som livskraftig.